# Rudolf Puchold
Rudolf Puchold (29. května 1881 Bratronice – 30. prosince 1947 Rakovník) byl český malíř, grafik, ilustrátor a středoškolský učitel.

## Život a dílo
Narodil se do rodiny tesaře, studoval na reálném gymnáziu v Příbrami, kde se začal zajímat o výtvarné umění. Díky státnímu stipendiu mohl poté pokračovat na pražské umělecko-průmyslové škole, kde studoval u E. K. Lišky, A. Hofbauera, J. Preislera a E. Dítěte. V roce 1906 začal sám učit na rakovnické reálce. V Rakovníku se také oženil, účastnil se spolkového života a měl zde vlastní ateliér.
Zpočátku tvořil především užitou grafiku, návrhy plakátů a knižních obálek. Maloval ale také žánrové obrázky z Rakovníka a jeho okolí, v nichž převládal impresionismus. Jeho malířský styl se nicméně postupně ustálil a po válce vyšel díky místnímu muzejnímu spolku jeho cyklus rakovnických historických budov jako bibliofilský tisk i jako soubor pohlednic. Vstoupil též do Jednoty umělců výtvarných a v roce 1933 uspořádal v rakovnické sokolovně samostatnou výstavu.
Každé léto trávil v Dalmácii, jejíž barevná a exotická krajina ho značně inspirovala. V jeho pozdějším díle se tak mísí dekorativnost s monumentálností, ve figurálních kompozicích se objevuje až nadnesený kolorit, používá velké plochy čistých a pestrých barev. V roce 1939 odešel na odpočinek a v prostředí ovlivněné druhou světovou válkou maloval již téměř jen květinová zátiší a krajinářské motivy.

## Galerie

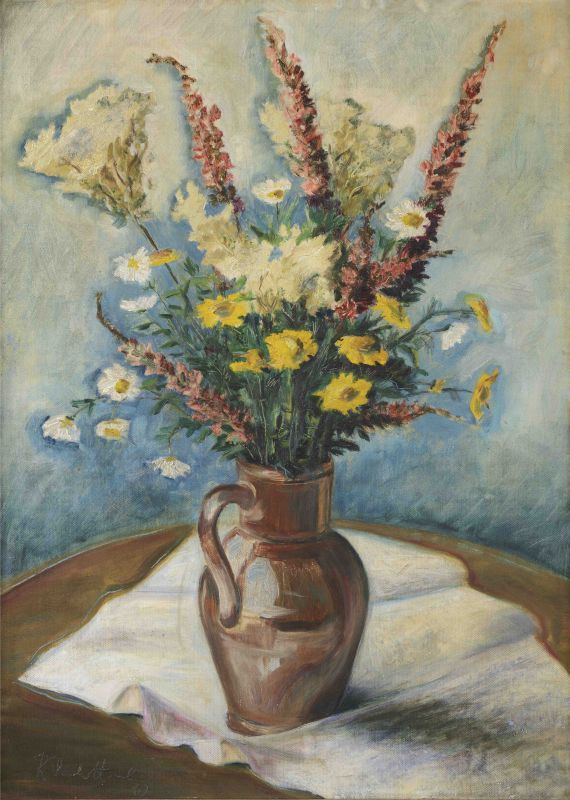
Květiny ve džbánu
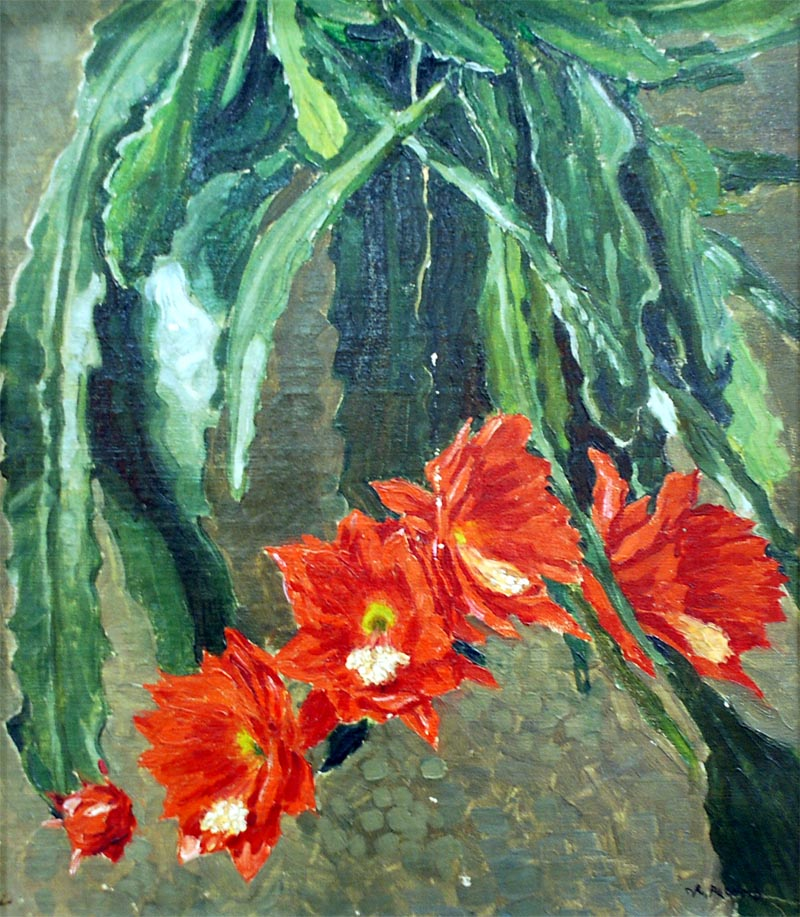
Kvetoucí kaktusy
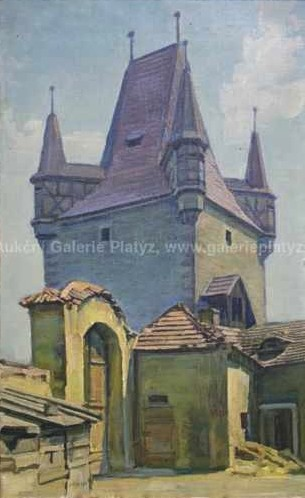
Pražská brána v Rakovníku
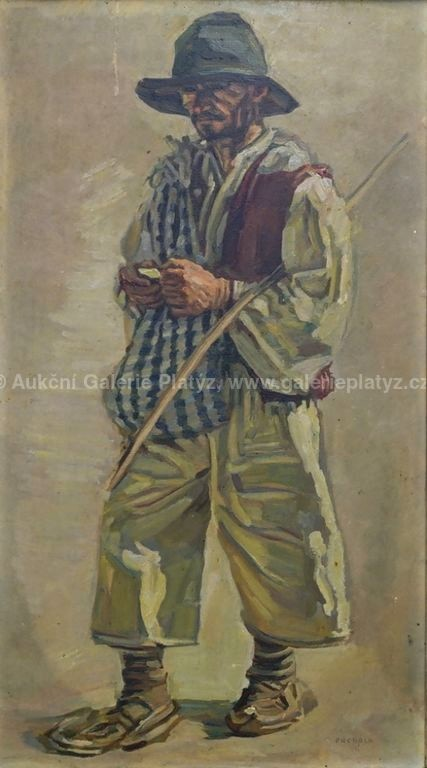
Studie Slováka
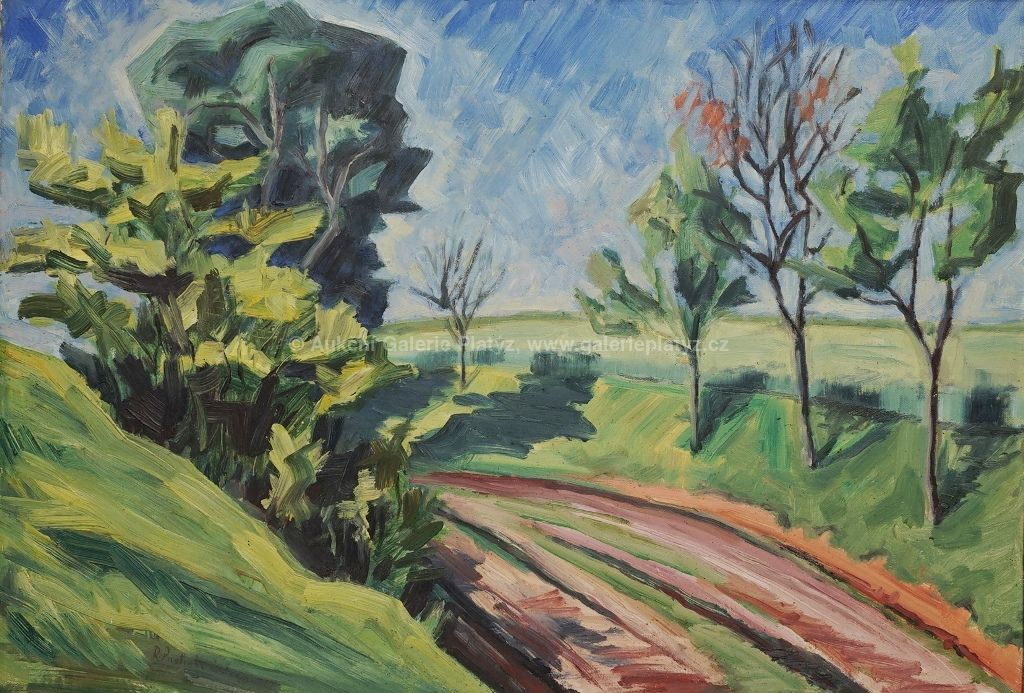
Úvoz (1940)
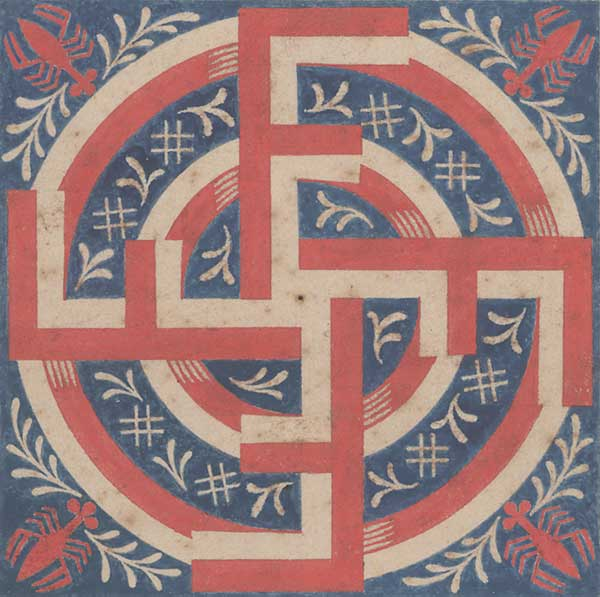
Užitá grafika
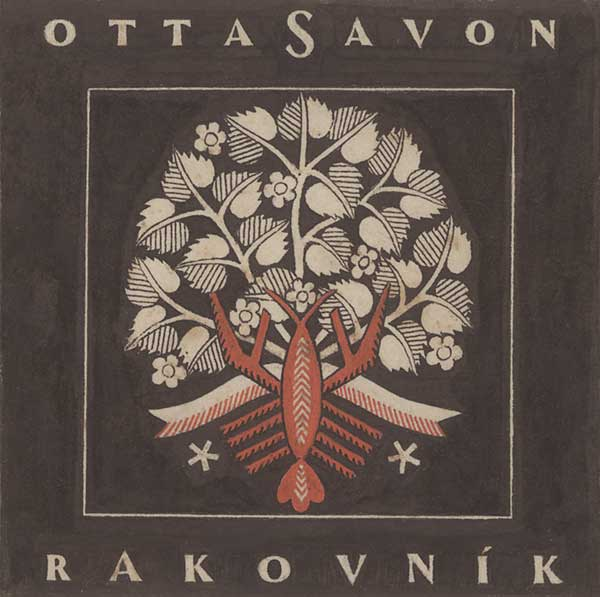
Užitá grafika 1